# Nimesulide
Il nimesulide è un farmaco antinfiammatorio non steroideo (FANS) dotato di proprietà analgesiche e antipiretiche. Il nimesulide agisce inibendo l'enzima ciclo-ossigenasi che sintetizza le prostaglandine. In particolare inibisce entrambe le isoforme dell'enzima (COX-1 e COX-2), ma preferenzialmente, anche se non in modo esclusivo, inibisce la COX-2. Tale caratteristica lo colloca a metà strada tra i FANS classici non selettivi (naprossene, diclofenac) e i COX-2 selettivi (celecoxib).
Il farmaco presenta una leggera gastrolesività, comunque inferiore rispetto a quella di altre molecole della stessa classe terapeutica.
Il nimesulide trova impiego clinico per le sue proprietà analgesiche. La protezione brevettuale è scaduta da tempo, pertanto la molecola è disponibile sia come farmaco di marca sia come farmaco generico o equivalente.

## Farmacocinetica
Il farmaco, dopo la somministrazione orale, viene ben assorbito dal tratto gastrointestinale. A seguito dell'assunzione di una singola dose di 100 mg la concentrazione plasmatica massima di 3–4 mg/L viene raggiunta dopo circa 3 ore. La biodisponibilità del farmaco è intorno al 54-64%. Esso si lega ampiamente con le proteine plasmatiche (fino al 97,5%). Dopo l'assorbimento il farmaco si distribuisce rapidamente nei tessuti biologici e viene successivamente metabolizzato nel fegato dal citocromo P450, dall'isoforma CYP2C9.

L'idrossinimesulide è il metabolita principale e si trova solo come glucuronato. L'eliminazione del farmaco avviene principalmente con le urine (circa il 50% della dose somministrata). Il 29% della dose viene invece escreta, sotto forma di metaboliti, nelle feci.

## Usi clinici
Il farmaco viene utilizzato per il trattamento del dolore acuto in ambito otorinolaringoiatrico, odontoiatrico e odontostomatologico (in tale ambito viene prodotto come collutorio dalla società Errekappa Euroterapici col nome commerciale di Erreflog), ginecologico reumatologico, e per la dismenorrea primaria.

## Effetti collaterali e indesiderati
Gli eventi avversi più spesso osservati dopo la somministrazione del farmaco sono di natura gastrointestinale. In alcuni soggetti si segnalano ulcere peptiche, perforazione o emorragia gastrointestinale (in particolare nei soggetti di età avanzata). Sono anche stati riportati nausea, vomito, diarrea, flatulenza, stipsi, dispepsia, dolore addominale, melena, ematemesi, stomatiti ulcerative, gastriti, riacutizzazioni di rettocolite ulcerosa e malattia di Crohn. Molto rari i casi riportati di trombocitopenia e porpora.

## Sovradosaggio
In caso di intossicazione da nimesulide i soggetti possono manifestare sonnolenza, depressione dello stato di coscienza, nausea, vomito ed epigastralgia. In alcuni soggetti si possono manifestare emorragie gastrointestinali e più raramente ipertensione arteriosa, insufficienza renale acuta, insufficienza respiratoria e talvolta l'insorgenza di uno stato comatoso. Il trattamento per i soggetti intossicati consiste in terapie sintomatiche e di supporto. Non esiste un antidoto specifico. L'emesi (stimolazione del vomito) o la lavanda gastrica e l'assunzione di carbone attivo (nell'adulto almeno 60-100 g) può essere indicata a patto che si possa intervenire entro 4 ore dall'assunzione da parte del paziente.

## Gravidanza e allattamento
L'utilizzo di nimesulide è controindicato nel terzo trimestre di gravidanza. Il farmaco, determinando l'inibizione della sintesi delle prostaglandine, può causare un più alto rischio di aborto, di malformazione cardiaca e di gastroschisi. L'uso del farmaco, come di altri FANS, nel terzo trimestre di gravidanza può esporre il feto a problemi di tossicità cardiopolmonare e disfunzione renale. Non essendo noto se il nimesulide viene escreto nel latte umano, esso è controindicato nelle donne che allattano.

## Precauzioni d'uso
In rari casi in letteratura è stata riportata un'associazione tra nimesulide e reazioni epatiche gravi, tra cui alcuni casi fatali. Se durante il trattamento con nimesulide il paziente accusa sintomi compatibili con lesioni epatiche il trattamento dev'essere immediatamente sospeso. I sintomi che debbono richiamare l'attenzione del paziente e del medico sono, a esempio, anoressia e affaticamento, nausea, vomito, dolori addominali, urine scure. Anche l'alterazione dei test di funzionalità epatica comporta la sospensione della terapia.
A partire dal 2000, sono state riportate segnalazioni di reazioni avverse gravi al nimesulide: epatite, epatite colestatica, epatite acuta, epatite fulminante. La durata mediana della terapia prima dell'insorgenza di queste reazioni è di 42 giorni, con solo un terzo dei casi al di sotto dei 15 giorni.
In ogni caso al paziente è suggerito di evitare di assumere farmaci epatotossici o alcool durante la terapia con nimesulide, poiché tali associazioni potrebbe favorire la comparsa di tossicità a carico del fegato.

## Restrizioni alla vendita per tossicità epatica
Le segnalazioni di tossicità epatica a carico del principio attivo hanno portato a un riesame cautelare degli effetti avversi. Gli studi condotti dall'EMA tra il 2002 e il 2004 ritengono però accettabile il rapporto rischi/benefici del principio attivo, anche alla luce del suo profilo di tollerabilità gastrica particolarmente favorevole.
Nel settembre 2007 l'EMA riconferma il positivo rapporto beneficio/rischio del nimesulide, ma pone alcune condizioni riguardo all'uso e al confezionamento di nimesulide, che vanno dal limite massimo di 15 giorni di trattamento al confezionamento di non più di 30 dosi (compresse o bustine) per scatola. Nel comunicato dell'EMA si legge che il ritiro dal commercio del nimesulide ridurrebbe certamente il numero di ospedalizzazioni correlate a problemi al fegato secondari all'assunzione del farmaco, ma nel contempo comporterebbe un incremento di ospedalizzazioni causate da problemi di stomaco e intestinali correlati all'uso di altri FANS in sostituzione del nimesulide stesso. Inoltre l'agenzia europea ribadisce che, poiché la gran parte degli effetti collaterali si è verificata dopo 2 settimane di trattamento, è bene che il trattamento stesso venga limitato a un massimo di 15 giorni.
Le preoccupazioni sugli effetti avversi hanno indotto, a partire dal 2002, le autorità del farmaco di vari paesi a intervenire per disporre precauzioni e restrizioni nell'uso e nella vendita del farmaco.

### Finlandia
Il 18 marzo 2002 l'Agenzia nazionale finlandese sui farmaci dispone il ritiro dal mercato dei farmaci contenenti nimesulide a seguito di 109 segnalazioni avverse al farmaco, 66 delle quali concernenti reazioni epatiche anche molto gravi. Contestualmente essa invia una richiesta all'Agenzia europea per i medicinali per avere un parere sul bilancio rischio/beneficio del nimesulide, soprattutto in relazione alla tossicità epatica.

### Spagna
Il 6 maggio 2002 la Agencia Española de Medicamentos y Productos Sanitarios (AEMPS, l'agenzia del farmaco spagnola) con apposito comunicato stabilisce una sospensione cautelare della commercializzazione del nimesulide, ricordando che il farmaco è in vendita in Spagna dal 1996. Nella sua comunicazione di sospensione l'AEMPS fa esplicito riferimento alla decisione finlandese e riferisce che il comitato spagnolo ha concluso che nimesulide si associa a un maggior rischio di lesioni epatiche (sia per frequenza sia per gravità) rispetto ad altri FANS. Poiché la tossicità epatica sembra basarsi su un meccanismo di tipo idiosincrasico, non in relazione col dosaggio e difficilmente prevedibile, ne raccomanda la sospensione, anche in considerazione di una non significativa minore potenza nel produrre emorragie o perforazioni gastrointestinali.

### Irlanda
Il 15 maggio 2007 anche l'Irish Medicine Board (IMB, l'agenzia del farmaco irlandese) ne stabilisce l'immediata sospensione della vendita, dopo aver ricevuto informazioni dall'unità operativa di trapianto del fegato del St. Vincent University Hospital su sei pazienti che hanno richiesto un trapianto di fegato dopo il trattamento con nimesulide. Nella sua comunicazione l'IMB ricorda che nimesulide era stato autorizzato al commercio in Irlanda nel 1995, e che da allora aveva ricevuto un totale di 53 report relativi a reazioni avverse sul fegato. Di questi 53 casi, 9 erano evoluti verso l'insufficienza epatica e 3 avevano avuto un esito fatale.
Il 3 dicembre 2007 RTÉ, la TV pubblica irlandese, manda in onda un programma d'inchiesta per discutere il legame tra l'assunzione di nimesulide e gli oltre 300 casi di danno epatico e i casi di morte registrati dai sistemi di farmacovigilanza europei. Nel servizio si conferma che la possibile tossicità epatica e la ben più frequente tossicità gastrica sono reazioni avverse ben note per la classe farmacologica dei farmaci anti-infiammatori non steroidei, a cui il nimesulide appartiene. Tuttavia gli autori del servizio sottolineano come gli effetti avversi a livello gastrico siano più comuni coi FANS classici, mentre a livello epatico la nimesulide registra una prevalenza maggiore - sebbene percentualmente molto bassa - di effetti avversi.

### Italia
Nel Bollettino di Farmacovigilanza numero 3 del 2007 l'Agenzia italiana del farmaco (AIFA) diffonde una nota informativa nella quale si legge che il nimesulide in Italia è stata autorizzata all'immissione in commercio fin dal 1985 e che si tratta dell'antinfiammatorio più utilizzato in Italia.
L'agenzia ricorda che tra il 1º gennaio 2001 e il 17 maggio 2007 alla Rete Nazionale di Farmacovigilanza sono pervenute 738 segnalazioni di sospette reazioni avverse al farmaco (ADR). Di queste segnalazioni, 360 (48,8%) sono state casi gravi e 19 (2,6%) sono risultate fatali. In Italia, per il periodo considerato, le sindromi epatobiliari (globalmente 102) risultano la terza causa più frequente di ADR associata all'uso del farmaco, con 70 eventi gravi e 9 decessi. Tra i decessi statisticamente (facendo uso dell'algoritmo di Naranjo) solo uno è ritenuto probabile.
L'agenzia ricorda che solo nel 2006 in Italia la prevalenza d'uso del farmaco è stata pari al 6% e gli utilizzatori di nimesulide sono stati circa 3,5 milioni. Viene comunque confermato per il farmaco un profilo di maggiore epatotossicità, rispetto ad altre molecole, anche se complessivamente si tratta di reazioni molto rare.
Nelle conclusioni, vi è l'invito a identificare adeguate e più efficaci soluzioni regolatorie per l'uso di nimesulide, dato che il farmaco continua a essere prescritto a pazienti con controindicazioni (pregresse epatiti, storia di abuso di alcool, uso concomitante di farmaci epatotossici).
A maggio 2008 i quotidiani italiani riportano la notizia che sarebbero state pagate delle tangenti per evitare controlli approfonditi su alcuni farmaci. Sarebbero coinvolti ricercatori e farmacologi universitari, manager di società farmaceutiche di primo piano e pure un alto funzionario dell'AIFA (rappresentante anche nell'EMEA). Agli atti del giudice che coordina l'inchiesta, il magistrato di Torino Raffaele Guariniello vi sarebbe anche un filmato di un paio di minuti in cui si vedrebbe un mediatore passare una mazzetta al funzionario AIFA per «lasciare tranquillo» l'Aulin. Nell'inchiesta della procura di Torino s'ipotizza un sistema illecito che potrebbe avere arrecato danni alla salute dei cittadini L'inchiesta avrebbe avuto origine nell'anno 2005, facendo seguito a sospetti che alcuni test e sperimentazioni condotte su farmaci generici sarebbero stati falsificati. L'inchiesta avrebbe poi portato alla scoperta di "errori" che coinvolgevano anche la fase sperimentale di alcuni farmaci originari.
Sempre a maggio 2008 la SIF (Società Italiana di Farmacologia) riporta una nota che cita testualmente "Se essa (nimesulide) resta in commercio oltre che in Italia in ben altri 16 Paesi europei, fra cui Francia, Portogallo, Svizzera, Ungheria, è perché l'Agenzia regolatoria europea ha ritenuto che, nonostante quanto autonomamente stabilito da alcuni Paesi, il suo profilo di beneficio/rischio rimanga ancora favorevole".
La SIF, inoltre, ricorda che la decisione presa dall'EMA "è stata una decisione votata a maggioranza dai Paesi che fanno parte della Comunità Europea e che tutti condividono la partecipazione alle decisioni dell'Emea".
A febbraio 2010 l'AIFA emette un comunicato diretto agli operatori sanitari sul rischio di danni epatici associati all'uso di nimesulide. Nel comunicato per la prima volta il nimesulide viene definito come un trattamento di seconda linea, a cui ricorrere dopo un'attenta valutazione dei rischi complessivi del singolo paziente. Vengono ribadite le altre raccomandazioni circa la durata del trattamento e il rischio correlato al concomitante uso di farmaci epatotossici.
Nel febbraio 2012 sempre l'AIFA, con apposita nota informativa rivolta ai medici, introduce ulteriori restrizioni delle indicazioni terapeutiche del nimesulide, ritenendo che il profilo beneficio/rischio di nimesulide non sia più favorevole nell'uso cronico riservato al “trattamento sintomatico dell'osteoartrite dolorosa”. Tale indicazione terapeutica, comportante un uso a lungo termine e perciò un aumento
del rischio di danno epatico, viene eliminata. L'uso del farmaco in Italia resta perciò limitato esclusivamente alle condizioni acute, vale a dire il trattamento del dolore acuto e la dismenorrea primaria. Nella nota AIFA ricorda ed elenca tutti i medicinali contenenti nimesulide commercializzati in Italia: Algimesil, Algolider, Areuma, Aulin, Domes, Efridol, Fansulide, Flolid, Isodol, Ledoren, Mesulid, Nerelid, Nimedex, Nimesulene, Nimesulide Actavis, Nimesulide Almus, Nimesulide Alter, Nimesulide Angenerico, Nimesulide Benedetti & CO, Nimesulide Doc Generici, Nimesulide Dorom, Nimesulide Dr Reddy's, Nimesulide EG, Nimesulide Germed, Nimesulide Hexal, Nimesulide Hexal AG, Nimesulide Mylan Generics, Nimesulide Pensa, Nimesulide Ranbaxy, Nimesulide Ratiopharm, Nimesulide Sandoz, Nimesulide Teva, Nimesulide Union Health, Pantames, Remov, Solving, Sulidamor.

#### Modalità di dispensazione in Italia
In seguito a due procedure di deferimento condotte dall'Agenzia europea per i medicinali (EMA), nel 2002 e nel 2007, inerenti alle gravi reazioni avverse epatiche al nimesulide, il farmaco in Italia può essere dispensato solo con ricetta non ripetibile, da rinnovarsi volta per volta. Dal 17 febbraio 2012, con nota AIFA Agenzia Italiana del farmaco, la nimesulide è riservata esclusivamente al trattamento del dolore acuto e della dismenorrea, dopo una attenta valutazione da parte del medico del rapporto rischio/beneficio del singolo paziente. Il farmaco deve inoltre essere utilizzato per il più breve tempo possibile, e in ogni caso non oltre 15 giorni. La dose massima giornaliera consentita è pari a 200 mg.

### India
Nel 2011 l'agenzia di controllo sui farmaci dell'India vieta l'uso del nimesulide nei soggetti con meno di 12 anni di età. In India erano stati condotti diversi studi sperimentali sulle reazioni avverse al farmaco (ADR non solo epatiche) e nel febbraio del 2011 il ministro della salute indiano rende noto che si è deciso di vietare l'uso pediatrico, a scopo analgesico, della sospensione di nimesulide.

## Diffusione
L'uso di nimesulide in Italia è estremamente diffuso. La popolazione italiana consumerebbe infatti circa il 60% della produzione mondiale di nimesulide. L'uso è talmente ampio che nel 2011 apparve uno studio scientifico che dimostrava come lungo il fiume Po, dalla sorgente al delta e nei suoi principali affluenti fosse possibile riscontrare la presenza di alcuni prodotti farmaceutici, tra i quali appunto nimesulide.
Il farmaco non è mai stato commercializzato in vari Paesi: Stati Uniti, Giappone, Gran Bretagna, Canada, Germania. In altri paesi, Belgio, Finlandia e Spagna e Irlanda, la commercializzazione è stata autorizzata e in seguito le autorità di vigilanza ne hanno disposto il ritiro dal commercio.

## Commercio illecito come "integratore alimentare" in Scandinavia e nel Regno Unito
Dopo i gravi problemi di salute anche mortali causati dall'integratore alimentare "Fortodol" nel 2009, l'analisi ha dimostrato che in molti casi questo "integratore alimentare costituito di prodotti naturali", dichiarava di contenere Curcuma e Fenilalanina, ma conteneva dosi terapeutiche di nimesulide. Tale molecola è stata probabilmente la causa dei gravi effetti collaterali subiti da pazienti in Svezia. Preparazioni con curcuma, identiche o simili, contenenti anche nimesulide, sono state commercializzate in Danimarca, Finlandia e nel Regno Unito col marchio "Miradin".